# Sebastian Prödl

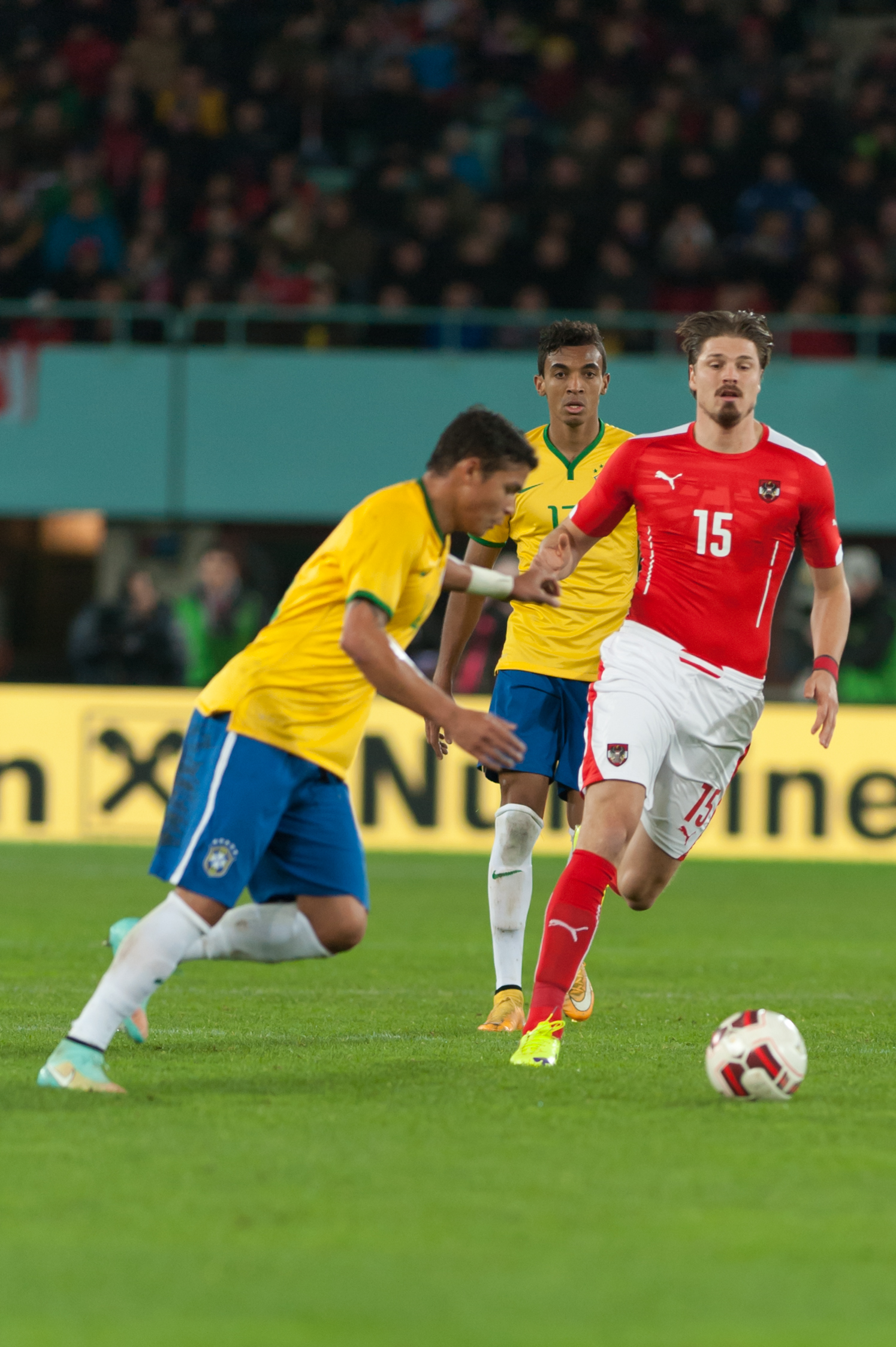
Sebastian Prödl (2014)

Sebastian „Basti“ Prödl (* 21. Juni 1987 in Graz) ist ein ehemaliger österreichischer Fußballspieler, der mittlerweile als Fußballfunktionär, Unternehmer und Investor tätig ist.

## Vereinskarriere
Prödl spielte in der Jugend für den SV Kirchberg, den SV Feldbach und wechselte 2002 zum SK Sturm Graz. Sein Debüt für Sturm in der österreichischen Bundesliga gab er am 9. Dezember 2006 bei der 0:1-Auswärtsniederlage gegen den SV Mattersburg. Fünf Monate später, am 9. Mai 2007, erzielte er seinen ersten Bundesligatreffer für Sturm Graz. Das Kopfballtor zum 1:0 gegen SCR Altach bedeutete gleichzeitig den Sieg für seine Mannschaft. Prödl wurde in der Saison 2007/08 fester Bestandteil der Innenverteidigung von Sturm Graz und hatte Anteil an der Qualifikation zum UI-Cup.
Zur Saison 2008/09 wechselte er nach Deutschland zu Werder Bremen. Er unterschrieb einen Vertrag bis zum 30. Juni 2012. Am 9. August gab Prödl sein Pflichtspieldebüt im Trikot der Werderaner beim Spiel Eintracht Nordhorn gegen Werder Bremen. Bei diesem DFB-Pokal-Spiel der 1. Runde stand er in der Startformation. Das Spiel endete mit einem 9:3-Sieg der Bremer. Am 16. August gab er beim Auswärtsspiel in Bielefeld sein Bundesligadebüt. Im letzten Spiel der Hinrunde 2008 gegen den VfL Wolfsburg verletzte sich der Österreicher am Sprunggelenk, weshalb er die Wintervorbereitung und das Trainingslager in Belek verpasste.
Am 18. März 2009 erzielte er im Achtelfinale des UEFA-Pokals seinen ersten Pflichtspieltreffer für Werder. Im Rückspiel gegen AS Saint-Étienne erzielte er beim 2:2 den 1:0-Führungstreffer. Prödl erreichte mit Werder im weiteren Verlauf des Wettbewerbs das Finale, das man allerdings mit 1:2 n. V. gegen den ukrainischen Verein Schachtar Donezk verlor. In der Bundesliga kam er bis zum Ende der Saison auf 22 Einsätze. Nach der Saison gewann er mit Werder Bremen den DFB-Pokal 2008/09, wobei er im Finale gegen Bayer 04 Leverkusen über die volle Zeit spielte. Am 21. Jänner 2012 zog er sich beim Spiel gegen den 1. FC Kaiserslautern einen Oberkiefer- und Nasenbeinbruch und eine Gehirnerschütterung zu, als Dorge Kouemaha ihn bei einem Fallrückzieher mit dem Fuß im Gesicht traf, was eine zweimonatige Pause nach sich zog. Am 11. März 2012 gab er sein Comeback und traf dabei per Kopf zum zwischenzeitlichen 2:0 gegen Hannover 96.
Am 2. Mai 2012 verlängerte Prödl seinen zum Saisonende auslaufenden Vertrag bis zum 30. Juni 2015.
Nach Auslaufen seines Vertrages wechselte Prödl zur Saison 2015/16 in die Premier League zum FC Watford, der ihn mit einem Vertrag bis zum 30. Juni 2020 ausstattete. Sein Debüt gab er am 8. August 2015 (1. Spieltag) beim 2:2-Unentschieden im Auswärtsspiel gegen den FC Everton von Beginn an. In seinen ersten drei Saisonen gehörte Prödl noch dem Stamm der Mannschaft an, in den Saisonen 2018/19 und 2019/20 kam er jedoch nur jeweils zu einem Ligaeinsatz. Im Jänner 2020 wurde sein Vertrag bei Watford aufgelöst. Daraufhin wechselte er im Februar 2020 nach Italien zu Udinese Calcio, wo er einen bis Juni 2021 laufenden Vertrag erhielt. In Udine kam er allerdings, auch aufgrund von Verletzungen, nie zum Einsatz. Nach seinem Vertragsende verließ er den Verein.
Nach fast einer Spielzeit ohne Klub verkündete Prödl im Juni 2022 im Alter von 34 Jahren sein Karriereende.

### Nationalmannschaftskarriere
Seinen ersten Einsatz für die A-Nationalmannschaft hatte Prödl am 30. Mai 2007 in einem Freundschaftsspiel gegen Schottland.
Zwischen Juni und Juli 2007 nahm er als Kapitän der österreichischen U-20-Nationalmannschaft an der Junioren-Weltmeisterschaft 2007 in Kanada teil, bei der man den vierten Platz belegte. Durch seine Leistungen in Kanada wurde er von der La Gazzetta dello Sport ins All-Star-Team des Turniers gewählt. Er erzielte ein Tor und stand bei allen acht Partien über die volle Spielzeit auf dem Feld.
Prödl nahm an der Europameisterschaft 2008 in Österreich und der Schweiz teil, bei der er in zwei Spielen zum Einsatz kam. Die Spiele gegen die Auswahl Kroatiens und Polens spielte er durch. Im Spiel gegen Polen wurde er von Mariusz Lewandowski im Strafraum zu Fall gebracht. Den fälligen Elfmeter verwandelte Ivica Vastić kurz vor Spielschluss zum 1:1. Da Prödl in beiden Spielen die gelbe Karte sah, war er im dritten Gruppenspiel gegen Deutschland gesperrt.
Bei der Fußball-Europameisterschaft 2016 in Frankreich wurde er in das Aufgebot Österreichs aufgenommen. In der zweiten Partie gegen Portugal, die 0:0 endete, stand er einmal über die volle Spielzeit auf dem Platz. Im entscheidenden Spiel gegen Island hatte er seinen zweiten Einsatz, wurde aber beim Stand von 0:1 bereits in der Halbzeit ausgewechselt. Mit einem Punkt aus den Gruppenspielen wurde das Team Tabellenletzter und schied aus.
Im Zuge seines Karriereendes wurde Prödl im Juni 2022 in den ÖFB-Legenden-Klub gewählt.

## Tätigkeit nach der Spielerkarriere
Nach seinem Karriereende bzw. teilweise bereits davor wurde Prödl als Speaker, Entrepreneur und Investor tätig.
Kurz vor seinem Karriereende als Aktiver wurde Prödl im Jänner 2022 Berater beim österreichischen Bundesligisten FK Austria Wien, bei dem er auch als Investor in Erscheinung tritt und im März 2022 in den Aufsichtsrat aufrückte.
Als Investor tritt er nicht nur bei der Austria in Erscheinung, sondern wurde 2018 auch Investor des Bremer Start-ups Sharemac, einem Unternehmen spezialisiert auf Baustellenmanagement, Construction-Tec-Software und IoT-Tracking-Lösungen, das September 2022 als syniotec firmiert. Von 2021 bis 2023 war er Investor von Spire Global, einem Unternehmen, das weltraumgestützte Daten sammelt und analysiert, um präzise Informationen für die Schifffahrt, Luftfahrt, Wettervorhersage und Raumfahrt bereitzustellen und damit globale Logistik, Umweltüberwachung und wirtschaftliche Stabilität zu unterstützen. Ebenfalls ab 2021 investierte er in das Hamburger Start-up NATIX, das eine Software entwickelt, die durch die Analyse von Bilddaten Städte intelligenter macht, indem sie dezentrale Datenverarbeitung nutzt und dabei die Privatsphäre schützt.
Ab dem Frühjahr 2023 war der Steirer als Experte und etwas später zusätzlich auch als Co-Kommentator bei ServusTV tätig. Im Rahmen der Europameisterschaft 2024, die vom 14. Juni bis 14. Juli 2024 stattfand, analysierte er gemeinsam mit den anderen ehemaligen ÖFB-Teamspielern Martin Harnik und Florian Klein sowie den Hauptexperten Jan Åge Fjørtoft und Steffen Freund die Spiele für den Sender. Daneben war er auch in anderen Formaten des Salzburger Senders zu sehen.
Im Jahr 2023 war er Mitgründer des in Wien ansässigen Unternehmens June & Lifestyle GmbH, das er zusammen mit Julia Schedlberger, einer Expertin im Bereich Brand Building und digitales Marketing, gegründet hatte und das sich anfangs vor allem auf die Erstellung von Trainingskonzepten für gesundheitsbewusste Personen konzentrierte.
Von 2021 bis 2023 absolvierte Prödl als erster Österreicher den UEFA-Master-Studienkurs für Nationalspieler, auch UEFA Executive Master for International Players (UEFA MIP) genannt. Bei dem Kurs ging Prödl als Bester von 30 Studienteilnehmern hervor. Seine Diplomarbeit, die in Kooperation mit den Universitäten London und Limoges entstand, beschäftigte sich mit der Frage: „Wie können österreichische Vereine ohne große finanzielle Mittel die Transfereinnahmen ihrer Spieler steigern?“
Im Frühjahr 2024 wurde er als potenzieller Kandidat für die Position des Leiters des Lizenzbereichs bei seinem Ex-Klub Werder Bremen genannt. Seit Februar 2024 ist Prödl Markenbotschafter von Hyundai. Ebenfalls 2024 ging er in eine Kooperation mit SteirerKren, einer familiengeführten Marke der Feldbacher Fruit Partners GmbH.
Seit Dezember 2024 bekleidet Prödl die neugeschaffene Position des Leiters der österreichischen Nachwuchs-Nationalteams und legte deshalb seine Funktion als Aufsichtsratsmitglied bei der Wiener Austria zurück. Bereits im Spätsommer 2024 wurde darüber berichtet, dass für Prödl eine Anstellung als „eine Art Teammanager“ beim ÖFB geplant sei.

## Erfolge
- 1 × UEFA-Pokal-Finalist: 2009 (mit Werder Bremen)
- 1 × DFB-Pokal-Sieger: 2009 (mit Werder Bremen)
- 1 × DFB-Pokal-Finalist: 2010 (mit Werder Bremen; ohne Einsatz)
- 1 × Teilnahme an der U-19-Europameisterschaft: 2006 (Halbfinale)
- 1 × Teilnahme an der U-20-Weltmeisterschaft: 2007 (4. Platz)
- 2 × Teilnahme an der Europameisterschaft: 2008, 2016 (jeweils Vorrunde)
- 1 × Sieger der Krone-Fußballerwahl: 2007

## Privates
Prödl wurde als Sohn des Unternehmers Josef Prödl und dessen Ehefrau Brigitte geboren. Josef Prödl führt in Kirchberg an der Raab ein Tischlereiunternehmen, das dessen Vater 1956 gegründet hatte und in dem mit Matthias Prödl auch der Bruder von Sebastian Prödl tätig ist. Matthias Prödl (* 1985) war ebenfalls als Fußballspieler aktiv, brachte es jedoch nicht über die drittklassige Regionalliga Mitte und damit über den Amateurfußball hinaus.
Weiters ist Prödl der Cousin der beiden ehemaligen Fußballspieler Viktoria und David Schnaderbeck. Ein weiterer Cousin ist Jakob Kicker (* 1997), der in der Spielzeit 2016/17 im Profikader der Kapfenberger SV stand, jedoch nie zum Profidebüt kam, jedoch auf eine lange Amateurkarriere zurückblicken kann.
Im Juni 2019 heiratete Sebastian Prödl seine langjährige Freundin Nina Gamauf, nachdem die beiden im Herbst 2018 Eltern einer Tochter geworden waren.

## Trivia
Im Vorfeld der Auswärtspartie des SV Werder Bremen beim FC Bayern München in der Saison 2014/15 äußerte Sebastian Prödl:
„München ist wie ein Zahnarztbesuch. Muss jeder mal hin. Kann ziemlich weh tun. Kann aber auch glimpflich ausgehen.“
Das Zitat wurde beim Deutschen Fußball-Kulturpreis 2015 als Fußballspruch des Jahres ausgezeichnet.